# Jasus lalandii
Jasus lalandii (còn được gọi là tôm hùm đá Mũi Hảo Vọng hay tôm hùm đá West Coast) là một loài tôm hùm gai được tìm thấy ngoài khơi bờ biển Nam Phi. Người ta không biết nhà văn cụ thể lalandii tưởng niệm ai, mặc dù đó có thể là nhà thiên văn học người Pháp Jérôme Lalande.

## Phân bố
J. lalandii phân bố ở vùng nước nông từ Cape Cross, Namibia đến vịnh Algoa, Nam Phi, đi theo Mũi Hảo Vọng. Chúng có thể được tìm thấy sâu tới 46 mét (150 ft) và thường được tìm thấy trên đáy đá.